# Хафса бинт Умар
Ха́фса бинт У́мар аль-Кураши (араб. حفصة بنت عمر بن الخطاب‎;
602, Мекка — 661, Медина) — одна из жён пророка Мухаммада, мать правоверных.

## Биография
Хафса бинт Умар была дочерью Умара ибн аль-Хаттаба. Она родилась приблизительно за пять лет до начала пророчества пророка Мухаммада и приняла ислам вместе со своим отцом в Мекке. Спасаясь от гонений, Хафса вместе со своим мужем Хунайсом ибн Хузайфой совершила переселение, вначале в Эфиопию, а затем в Медину. Хунайс участвовал в битве при Бадре и Ухуде. Во время битвы при Ухуде он получил тяжелое ранение и скончался.
После того, как Хафса стала вдовой, её отец пытался выдать её замуж за Усмана ибн Аффана, а затем Абу Бакра ас-Сиддика. Не получив ни от одного из них согласия, Умар обратился к пророку Мухаммаду, на что тот ответил, что он сам женится на Хафсе, а свою дочь Умм Кульсум выдаст замуж за Усмана. Брак между пророком Мухаммадом и Хафсой был заключён в 3 году хиджры. В это время пророк Мухаммад уже был женат на Аише и Сауде.
Хафса отличалась своей набожностью. Она много времени проводила в поклонении Аллаху и в то же время отличалась волевым характером. Известно около 60 хадисов, переданных Хафсой. Она также хранила тот самый первый экземпляр Корана, который был собран при халифе Абу Бакре, а затем по просьбе халифа Усмана, был передан ему и размножен. Хафса умерла в возрасте 60 лет в Медине.